# 紐波特 (新澤西州坎伯蘭縣)
紐波特（英語：Newport）是位於美國新澤西州坎伯蘭縣的普查規定居民點。

## 人口
根據2020年美國人口普查的數據，紐波特的面積為5.69平方千米，當中陸地面積為5.51平方千米，而水域面積為0.18平方千米。當地共有人口487人，而人口密度為每平方千米85.59人。